# Ludovic Giuly
Ludovic Giuly (n. 10 iulie 1976, Lyon, Franța) este un fost fotbalist francez care a jucat pe postul de mijlocaș ofensiv.